# Alteratie von Amsterdam
Die Alteratie von Amsterdam beschreibt den Umsturz vom 26. Mai 1578, als die spanisch-katholisch gesinnte Amsterdamer Stadtregierung von den calvinistisch gesinnten Regenten abgesetzt wurde.

## Geschichte
Nach der Genter Pazifikation 1576 stand die Stadtregierung Amsterdams als Anhänger der Spanier und des Katholizismus in Gegnerschaft zu Wilhelm I. von Oranien-Nassau und den Staaten von Holland. Der Reformierte Gottesdienst wurde nicht als neue Landesreligion anerkannt. Als aber Statthalter Juan de Austria die Pazifikation anerkannte, folgte Amsterdam seinem Beispiel, unterwarf sich Oranien und den Staaten und wurde von diesen begnadigt. Da die Weiterführung des Achtzigjährigen Krieges mit Spanien viel Geld verschlang und man die Unterstützung der reichen und mächtigen Stadt brauchte, wurde seitens der Staaten auch eine Versöhnung mit den anderen holländischen Städten eingeleitet. Beim Einfall der Geusen im Dezember 1577 unterzeichneten die Stadtregenten schließlich diese Übereinkunft. Bei dieser Unterzeichnung spielten die Handelsbeziehungen eine dominierende Rolle, da Amsterdam bei einer Nichtübereinkunft vom Handel ausgeschlossen gewesen wäre. Am 26. Mai 1578 wurde durch eine Kommission der Geusen 24 der 36 Personen zählenden Vroedschap aus der Stadt verbannt. Am 29. Mai formierte sich ein neuer Rat (Vroedschap) bestehend aus 30 Calvinisten und 10 Katholiken. Zu diesen neuen Protagonisten zählten unter anderen die Familien Bicker, De Graeff, Hooft, Huydecoper van Maarsseveen und Pauw.
Als Resultat der Alteratie gingen die Kirchen in die Hände der Calvinisten über und erhielten neue Namen. So wurde aus der Sint Nicolaaskerk die Oude Kerk. Die vielen Klöster innerhalb der Stadt kamen in die Hände der Stadtregierung, erhielten neue Namen und neue (nichtreligiöse) Aufgaben zugewiesen, so z. B. als Waisenhäuser und Gefängnisse.